# Mare de Déu del Vinyet
|  | Per a altres significats, vegeu «Capella de la Verge del Vinyet». |

El santuari de la Mare de Déu del Vinyet és un edifici religiós actualment integrat en la zona urbanitzada del Vinyet al municipi de Sitges (Garraf) inclòs en l'Inventari del Patrimoni Arquitectònic de Catalunya.

## L'edifici
L'església és una construcció de tres naus, les laterals de menor altura i un absis semicircular molt sobresortint. La coberta és a dues vessants, de teula àrab. El campanar, aixecat a la dreta, és de base quadrada i té coberta de pavelló de rajola. La façana de composició simètrica, té porta d'accés centrada d'arc de mig punt, emmarcada per quatre columnes d'inspiració dòrica i entaulament amb fris decorat amb pintures de motius vegetals.
Hi ha esferes de coronament, una garlanda de raïms i una inscripció commemorativa. A la part central hi ha una obertura circular. Al coronament de la façana hi ha un timpà triangular i un petit arc triomfal amb la imatge de la Mare de Déu, còpia de l'anterior realitzada per l'escultor Pere Jou. El mur és arrebossat, imitant carreus. L'interior de quatre trams i amb decoració pictòrica, presenta absis rectangular, voltes de creueria i cor als peus.
A l'exterior esquerra de l'església, en un petit porxo (el Porxo dels poetes) s'enquibeixen els llantions i espelmes dels fidels, deslliurant de fum la nau. A la dreta de l'església s'hi annexa un cos d'edifici amb el despatx del santuari i la residència de l'ermità.

### Decoració
La talla de la Mare de Déu del Vinyet, focus de la devoció popular, va ser enterrada durant la Guerra Civil espanyola, per a protegir-la d'actes vandàlics. La marededeu, però, no superà aquestes mesures, i en treure-la a llum es constatà que estava tota malmesa. L'escultor Pere Jou feu una nova imatge, que és la que avui presideix el temple.
L'antic retaule de la Concepció, del 1544, obra de Jaume Forner, el 1915 es va traslladar a la capella de l'Hospital de Sant Joan de Sitges i se'n va substituir la talla central, d'una Mare de Déu, per una de Sant Joan, patró de l'aleshores nou hospital. El retaule, que fa 4,7 x 3,5 metres, va ser restaurat el 2009.

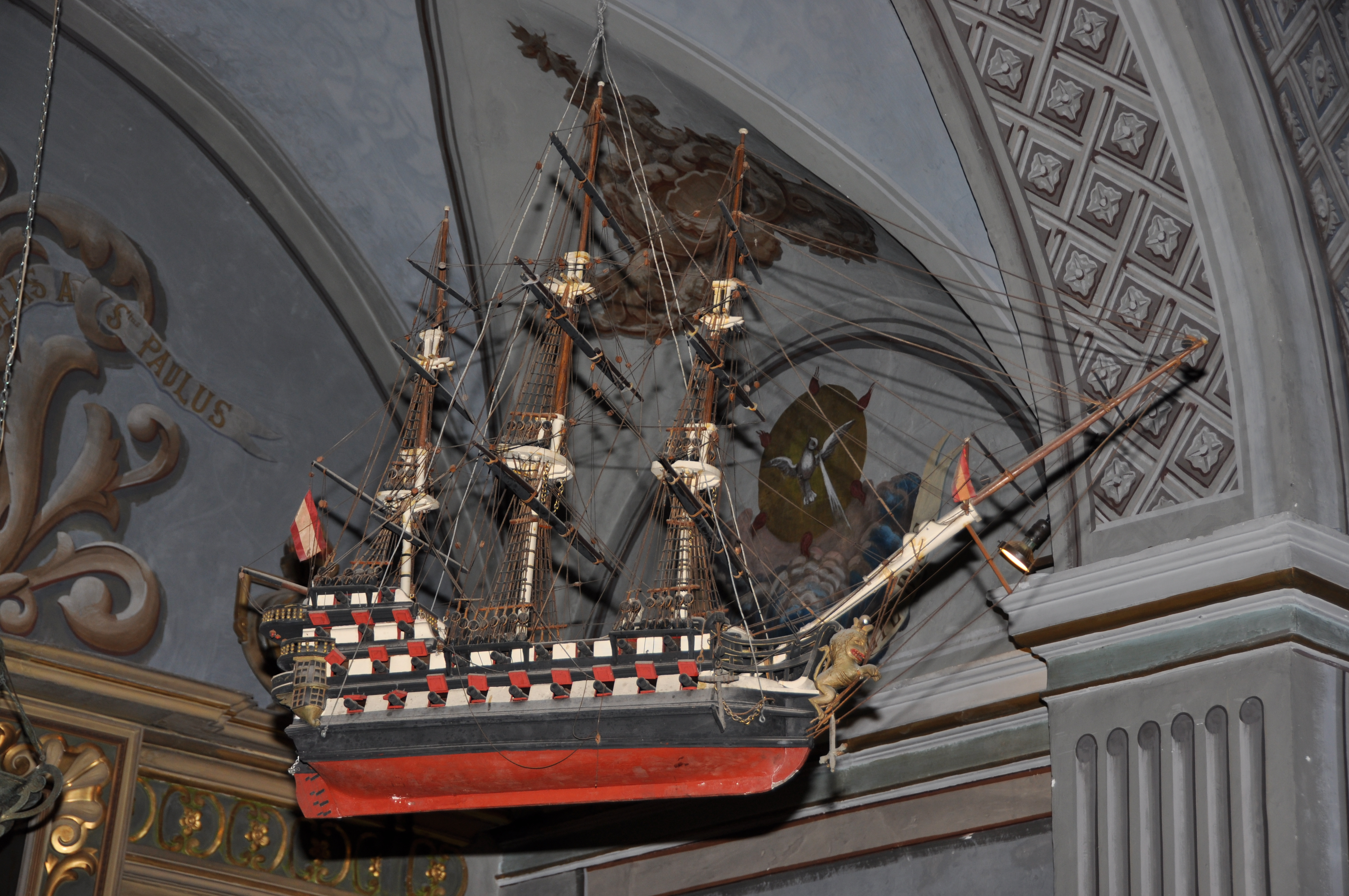
Exvot mariner

Les pintures murals del cambril de la Verge són obra de l'artista sitgetà Agustí Ferrer Pino (1884-1960), que les va pintar el 1919.

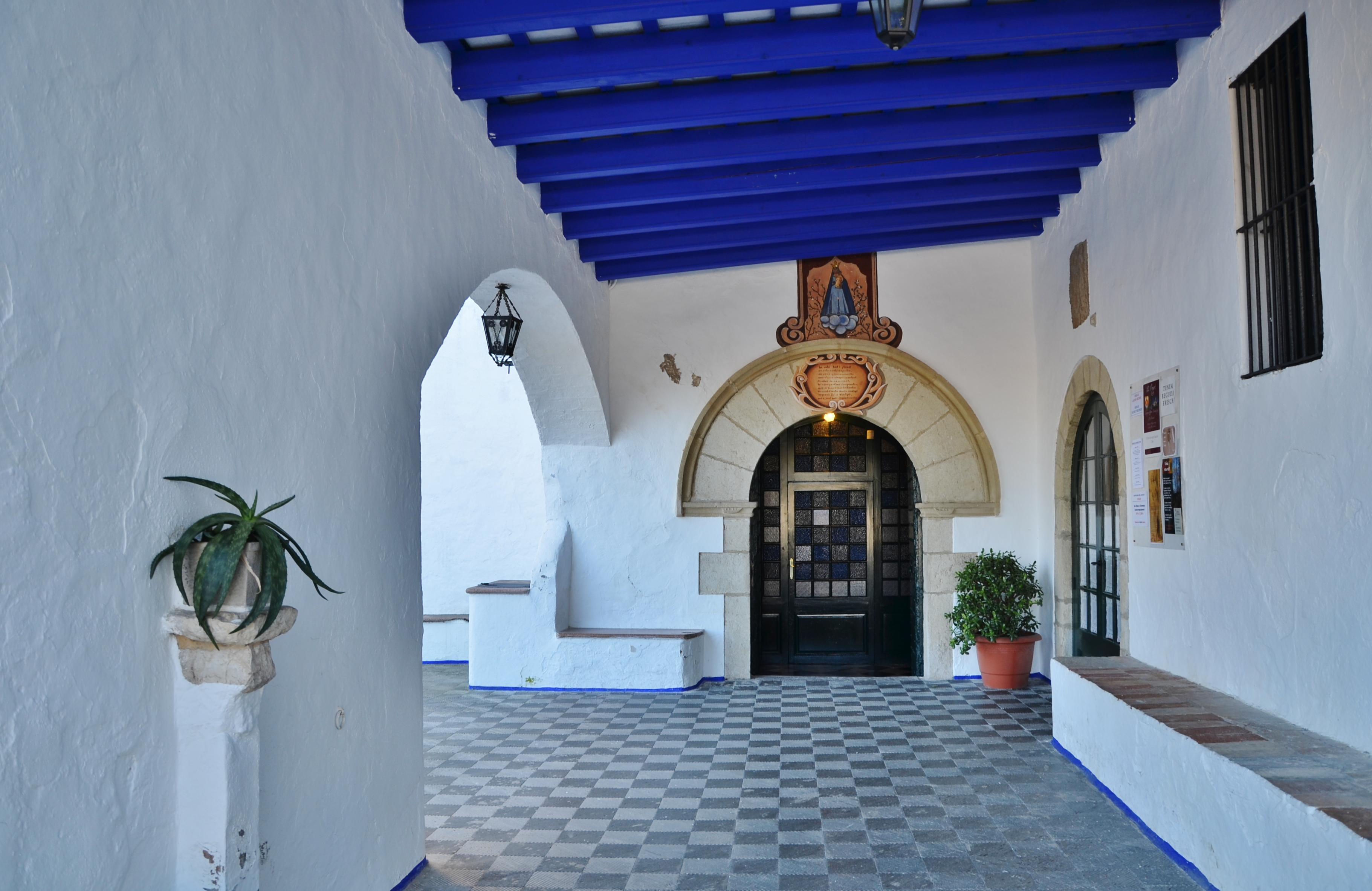
Porxo dels pobres

A l'església, també hi destaquen les imatges de Sant Joaquim i Santa Anna, els exvots, vaixells o quadres que pengen a l'escala del cambril de la Mare de Déu i el pas de Setmana Santa. A l'exterior, al Porxo dels poetes s'hi exhibeix una col·lecció de textos en ceràmiques decorades.
També hi destaca un pingüí dissecat, regalat com a exvot al santuari el 1865 pel científic sitgetà Bartomeu Puig de Galup, qui atribuí haver pogut salvar la vida durant una forta tempesta al Cap d'Hornor a la Verge del Vinyet. Puig de Galup va ser un dels participants de la Comissió científica del Pacífic (1862-1866), enviada pel Govern espanyol a l'Amèrica del Sud.

## Història
Els fèrtils terrenys que envolten l'actual Santuari del Vinyet s'han dedicat des de sempre a l'explotació agrícola. Entre els segles I i V dC, hi va haver una vila romana. Un cop desaparegut l'imperi romà, s'inicià la decadència d'aquesta vil·la, però segurament va seguir-hi havent una casa de camp, una masia, amb pagesos que explotaven agrícolament camps, molts d'ells dedicats al conreu del vi. Eren un lloc amb vinyes dit el Vinyet. Per altra banda era un lloc molt ben comunicat, per on passaven dos camins, un que portava de Sitges a la Geltrú i un altre que era un dels que unia Sitges amb Ribes i Vilafranca del Penedès. La història del Vinyet com a capella destinada al culte de Maria, començà a l'edat mitjana. L'ermita està documentada des del 1174. S'hi venera la imatge de la Mare de Déu del Vinyet, del segle XII-XIII.

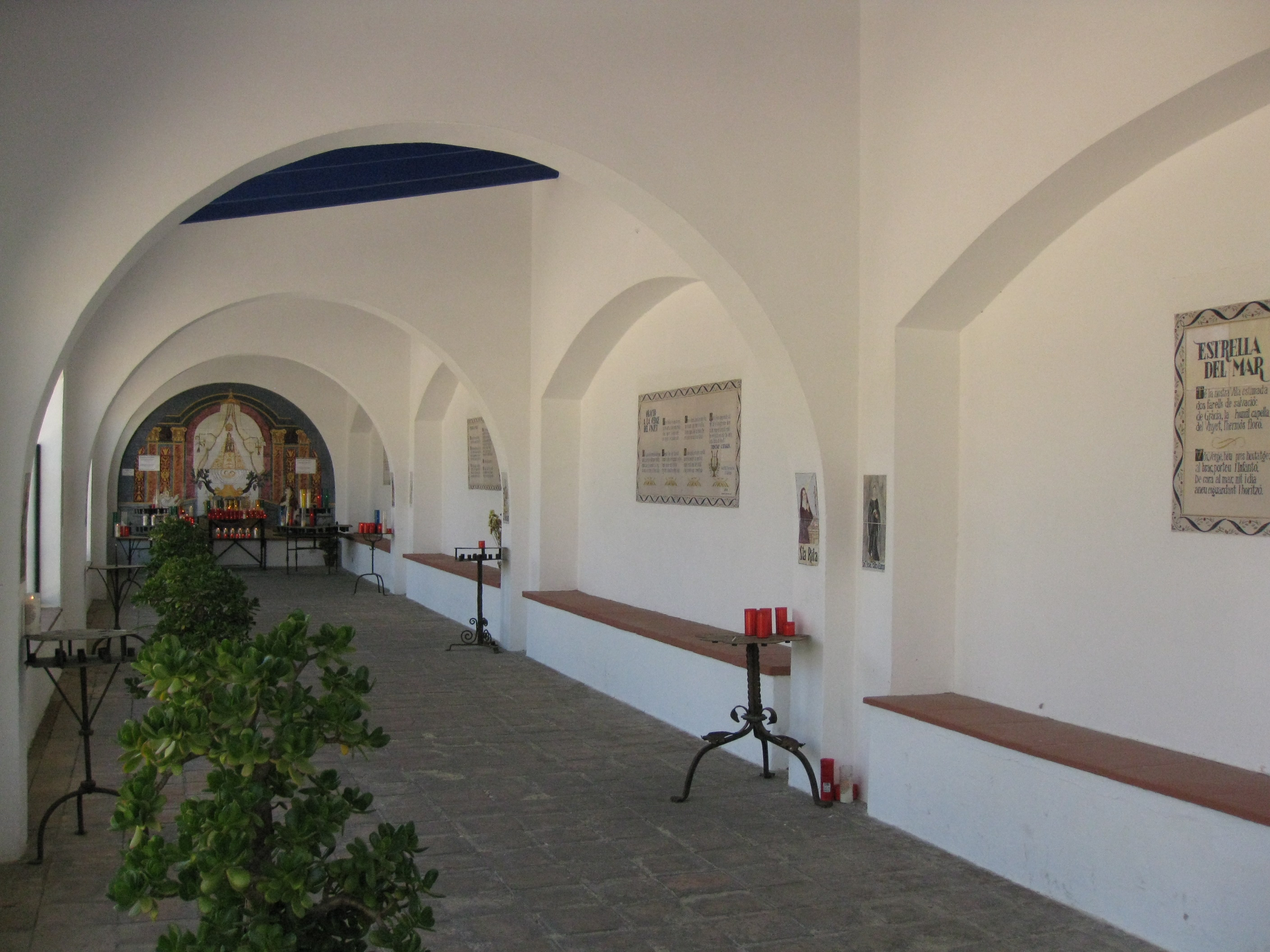
Porxo dels poetes

El santuari del Vinyet es troba documentat des de l'època medieval. L'edifici actual és del segle xviii, i s'hi conserven alguns vestigis d'etapes anteriors, com la inscripció de l'any 1552 a la porta lateral d'accés. L'inici de les obres va fer-se l'any 1727 i el 2 d'agost del 1733 es va beneir el temple. El 1822 es va col·locat la imatge de la Verge, flanquejada per les d'un àngel i la de l'esclau moro que, segons la lleganda, va trobar-la treballant la vinya. L'any 1886 es remodelà la façana, afegint-hi les quatre columnes de la portada amb la cornisa. El campanar es va reformar el 1872. L'any 1886 es va construir la plaça que hi ha al costat de l'església, un projecte de reforma urbanística que dirigí Jaume Sunyer i Juncosa i que es va inaugurar el 5 d'agost de 1887. A l'esquerra, i adossat externament a la nau de l'església, hi ha el «porxo dels pobres» de construcció moderna, que conté plafons de ceràmica amb poemes.
El 21 de juliol de 1936, amb motiu de l'esclat de la guerra civil, un grup d'exaltats d'esquerres van saquejar el santuari, destrossant bona part de la decoració i la imatgeria del temple, incloses les figures de l'àngel i l'esclau moro, mentre que la Verge va poder ésser salvada enterrant-la a correcuita. Després de la guerra, el temple va ser objecte d'una sèrie de reparacions per tal de retornar-li el seu aspecte original.

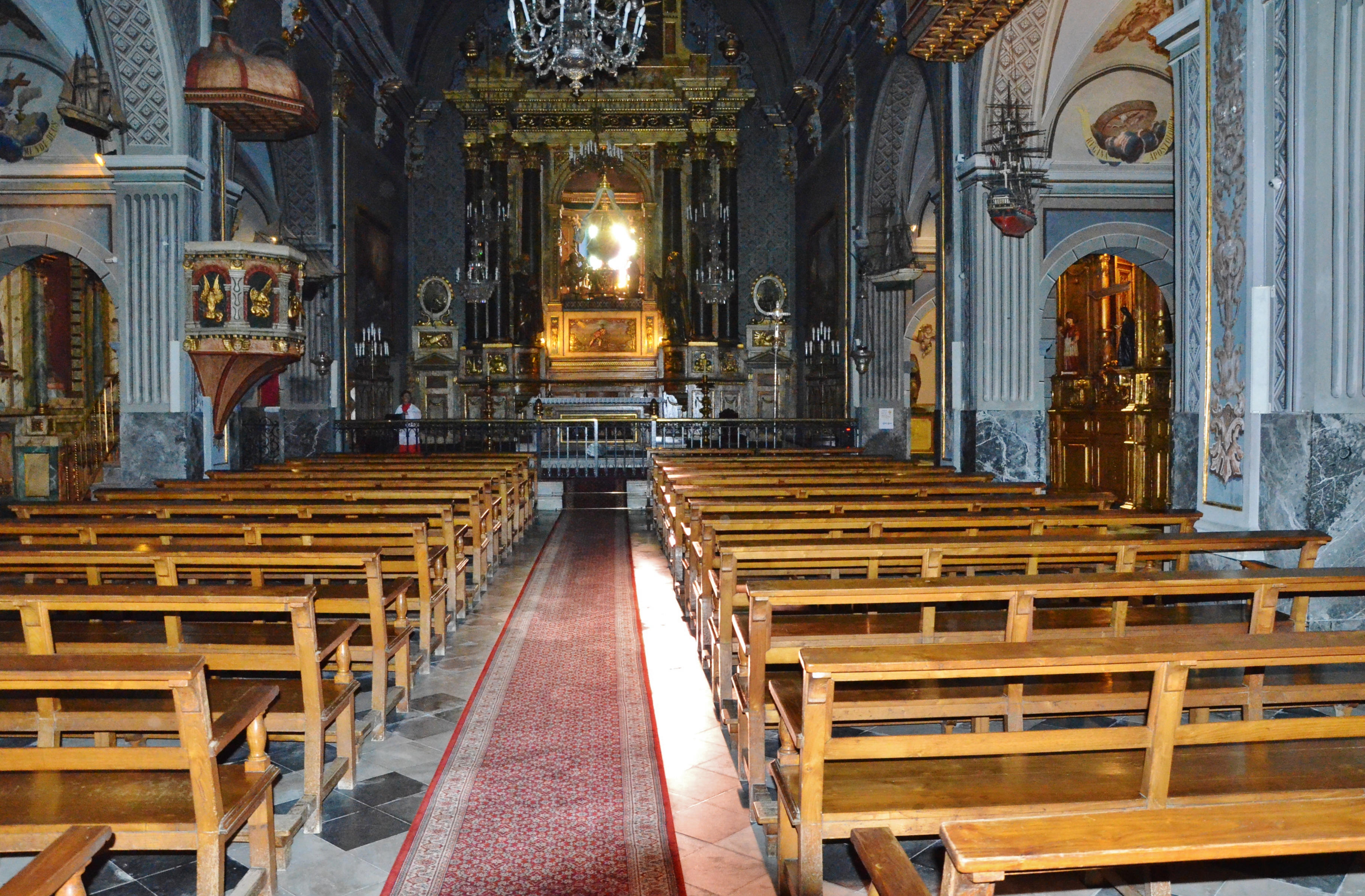
Vista interior del temple

## La Celebració
El dia de la Mare de Déu del Vinyet és el 5 d'agost. S'hi celebren misses en honor de la Mare de Déu i hi ha diferents actes durant el mateix dia. Antigament el dia era festiu a Sitges i els sitgetans i els habitants dels pobles del voltant anaven a passar la tarda a la fira que es posava al voltant de l'ermita. El dia acaba amb el llançament d'un petit castell de focs. Tot i que avui dia no és festiu, el fet que la celebració sigui durant el mes d'agost fa que els sitgetans i estiuejants continuïn assistint.

## Galeria d'imatges

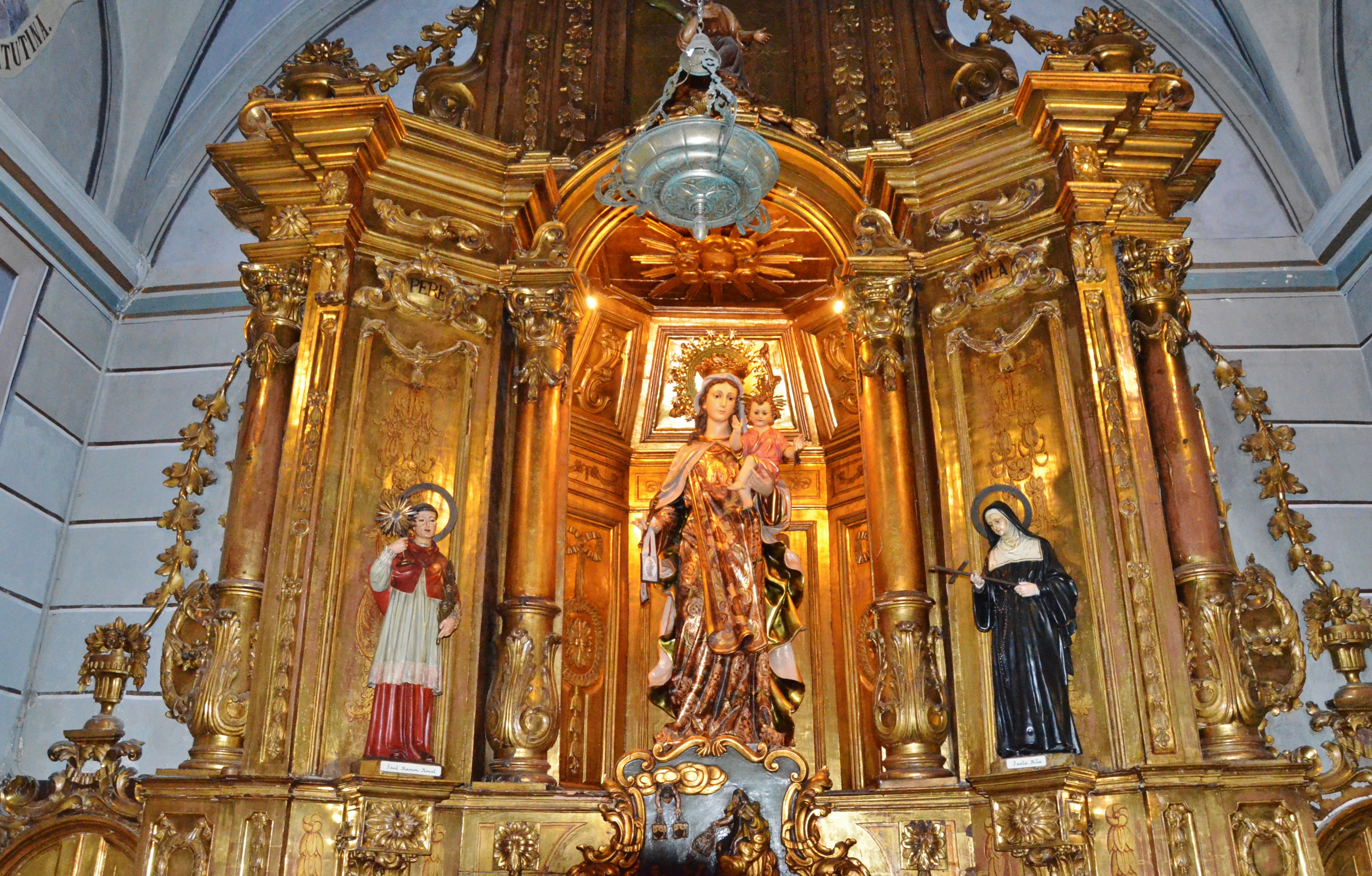
Imatge d'un dels Retaules de les capelles laterals de l'interior del Santuari de la Mare de Déu del Vinyet
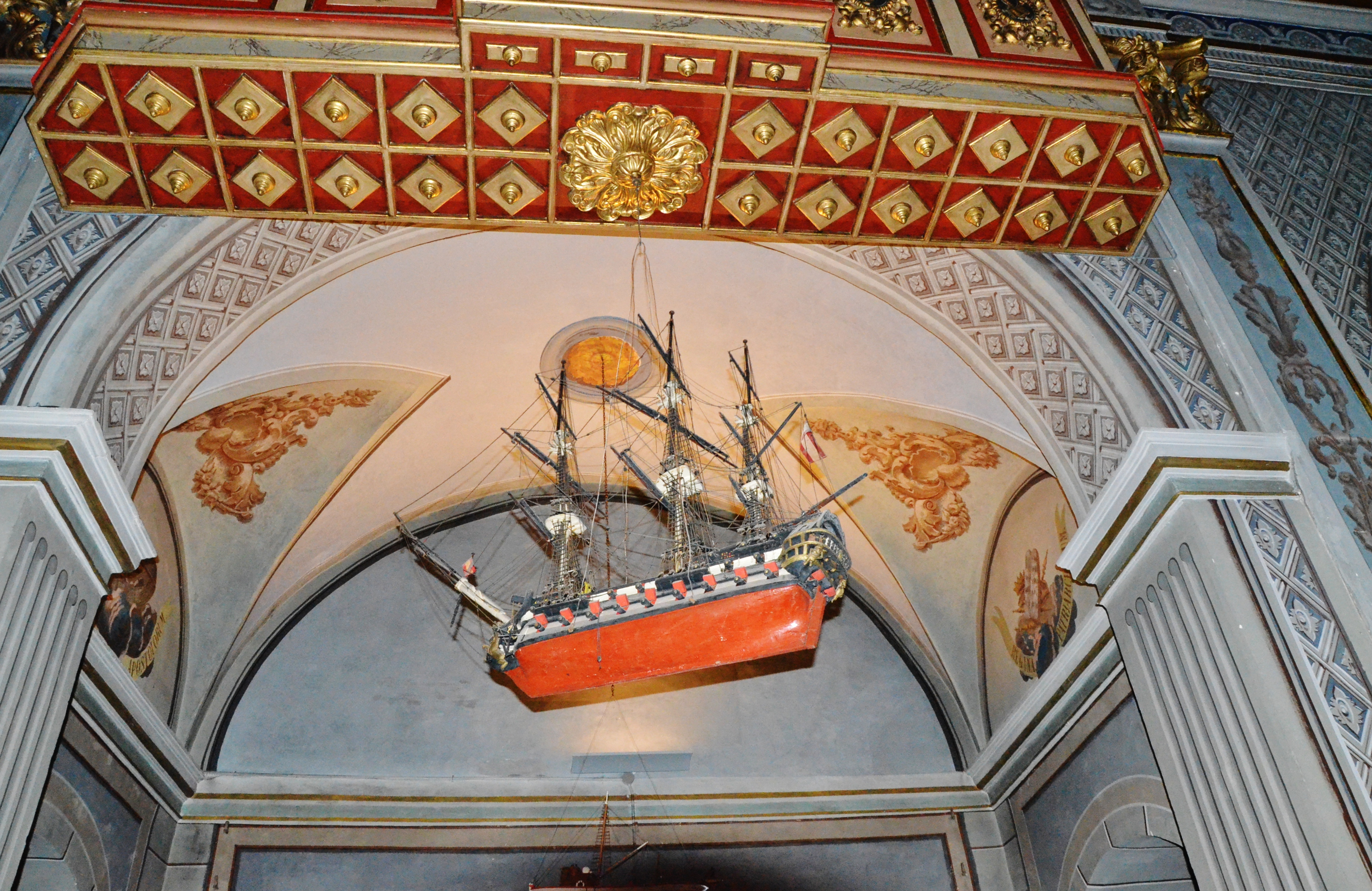
Els vaixells, exvots penjats del sostre del santuari